# Sava, Apulien
Sava är en ort och kommun i provinsen Taranto i regionen Apulien i Italien. Kommunen hade 16 076 invånare (2017).